# Mission San Xavier del Bac

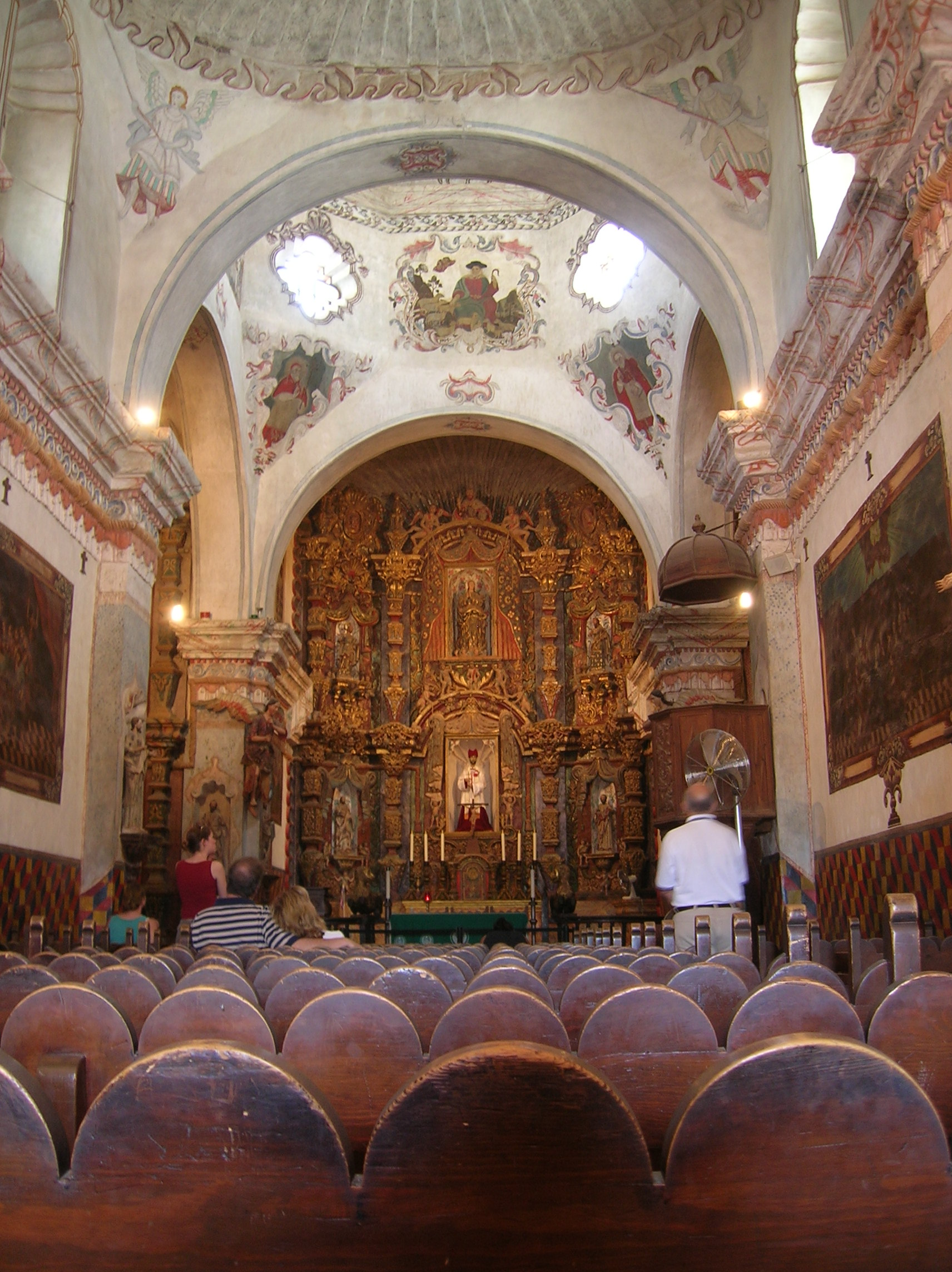
Innenraum

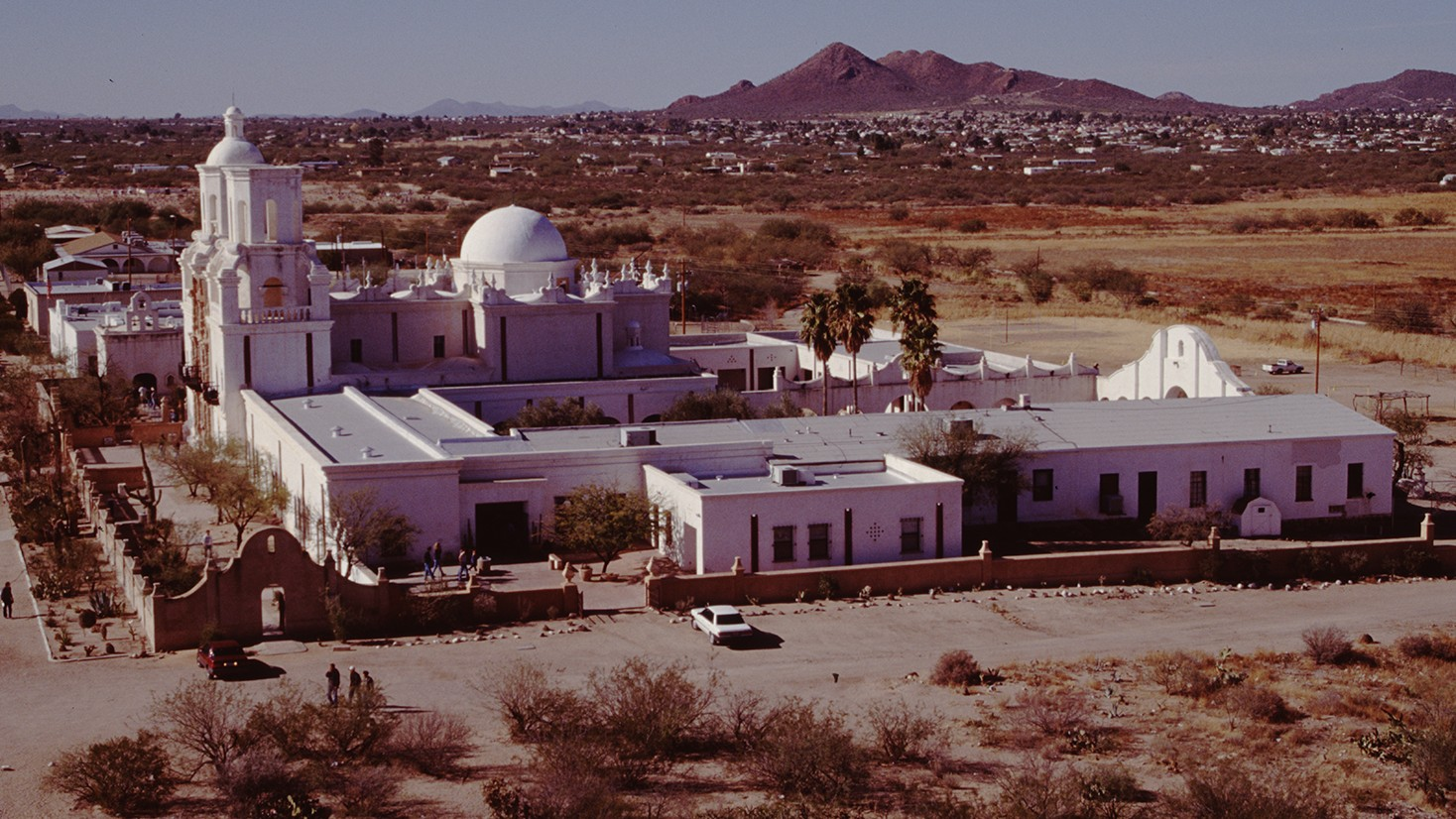
Gesamtkomplex der Mission San Xavier del Bac (1998)

Die Mission San Xavier del Bac ist eine alte spanische Missionskirche und liegt 16 Kilometer südlich von Tucson in Arizona. Sie wird auch als Weiße Taube der Wüste bezeichnet.

## Geschichte
Um 1700 wurde im Land der Tohono O’Odham-Indianer vom Missionar Eusebio Francisco Kino, einem Pater der Jesuiten, eine Missionsstation errichtet. Der Bau lag etwa 3,2 km vom heutigen Standort entfernt. 1775 wurde die Mission während eines Apachen-Angriffes zerstört. Im gleichen Jahr wurde in der Nähe der Mission unter Leitung von Hugo O’Conor durch die Spanier ein Presidio (Festung) gegründet.
Auf diesem Gelände wurde dann von den Indianern 1783 die heutige Kirche erbaut. Die Bauarbeiten waren bis 1797 abgeschlossen. Seit 1822 war die Mission Teil des Bistums Sonora. Nach der Unabhängigkeit Mexikos von Spanien 1821 gehörte das Territorium zu Mexiko. Der letzte Franziskaner verließ die Mission 1837 in Richtung Spanien. Die ungenutzten Gebäude begannen zu verfallen. Mit dem Gadsden-Kauf fiel der Standort 1853 an die Vereinigten Staaten. 1859 wurde die Kirche wieder eröffnet und von dem Bistum Santa Fe instand gesetzt.
Seit seiner Gründung 1868 ist die Mission Teil des Bistums Tucson. In der Kirche fanden seit dem wieder regelmäßig Gottesdienste statt. Die Schwestern vom Orden Sisters of Saint Joseph gründeten 1872 die noch heute bestehende Missionsschule. 1905 veranlasste Bischof Henry Regis Granjon weitere Reparaturmaßnahmen. 1913 wurde dem Franziskanerorden die Rückkehr in die Mission gestattet. Das Gebäude wurde am 9. Oktober 1960 als National Historic Landmark anerkannt. Seit 15. Oktober 1966 ist es zudem im National Register of Historic Places in Arizona gelistet.
Nachdem die Kirche in den 1980er Jahren mit normalen Baumaterialien ausgebessert worden war, sammelte sich Wasser in den Wänden und zerstörte teilweise die Wandbemalung. Daraufhin wurde in einem aufwendigen Prozess das neue Material entfernt und die Kirche über mehrere Jahre von internationalen Spezialisten mit den historisch überlieferten Originalmaterialien restauriert. Neu war bei diesem Prozess auch, dass indianische Künstler eingearbeitet wurden, die nach Abzug der Experten deren Arbeit übernahmen und nun ihrerseits das Fachwissen bei ähnlichen Restaurierungen verbreiten.

## Beschreibung
Im Innenraum befindet sich ein einzigartiger Altaraufsatz und eindrucksvolle Wandmalereien.

## Tourismus
Die Kirche ist sonntags den regulären Gottesdiensten vorbehalten, an den übrigen Tagen aber unentgeltlich zur Besichtigung zugängig.

## Umgebung
Neben der Kirche befindet sich der alte Missionsfriedhof. Östlich der Mission erhebt sich der sogenannte Martinez-Hill, benannt nach dem mexikanischen Oberstleutnant Jose Maria Martinez.